# دارلي باتيستا
دارلي باتيستا (1 يوليو 1988 بسانتو دومينغو في جمهورية الدومينيكان - ) هو لاعب كرة قدم دومينيكي في مركز الهجوم.

## وصلات خارجية
- دارلي باتيستا على موقع الاتحاد الدولي (مؤرشف)  (الإنجليزية)
- دارلي باتيستا على موقع قاعدة بيانات كرة القدم.إي يو (الإنجليزية)
- دارلي باتيستا على موقع ناشيونال فوتبول تيمز (الإنجليزية)
- دارلي باتيستا على موقع Soccerway.com (الإنجليزية)